# かわのDA
かわのDA（読みは「かわのだ」。1975年6月19日生まれ）はタレント。
お笑いタレント、司会者・MC、リポーター、YouTuberとしてフリーで芸能活動をしている。
お祭りやイベント等でおしゃべりピエロのマジックバルンショーをしている

## プロフィール
国籍は日本、埼玉県出身。フリマちゃんというリサイクルショップを経営もしており、芸能以外の活動もしている。

## 活動歴
- 小学生の時、ドリフターズになりたいと思った時からかわのDAが始まる。
- 中学生で児童劇団に入団。1993年に大友一平お笑い塾に入り、芸名「かわのDA」をもらう。

「かわのジャンパー」と「かわのだ！」2つあり、だをDAにするとかっこいいと思い、かわのDAになった。
先輩に小松なっぱ、スナフキンズ
同期、疾走散歩道（後の△◻️○ー(おでん)の相方阿部敬のコンビ）、手もみラーメン、ジェームスティーン
- 都内のお笑いライブに出演。
- ぴろきに弟子入り。
- 阿部敬とお笑いコンビ「△◻️○ー(おでん)」を結成。

ネタ自慢で仕込みに仕込んだコントをしていたが、夏場に弱く解散。
解散理由は前向きもので、おでんだけにちくわのように先に明るい未来が見通せなかった。
ぴろきのラジオ番組で初のアシスタントでレギュラー獲得、初出演が番組最終回だった。
ボケ担当の阿部のずっと真面目なやり取りにぴろきがちょっとはボケろ！と番組中に公開説教。かわのDAのラジオ出演で1番面白かった放送と語る。
- お笑いライブ「東京お笑いNEW FACE」を主催。
- コンビ解散後、イトちゃんとヴィジュアル系お笑いコンビ「ロングス」を結成。

ネタ5分で化粧が1時間の効率の悪さと気持ち悪さが仇となり数ヶ月でV系お笑いを辞める
- 同級生ハリヤが加入し「ロングス」のままお笑いトリオを結成。(ボケ1担当)
- かわのDAが脱退、1人で活動。

浅草キッド主催浅草お兄さん会に出演し、水道橋博士に若き日の南部虎弾に似てると言われ、しばらくモヒカンにしていた。
フジテレビの廊下でいかりや長介、仲本工事とすれ違いざま「おはようございます！」と言ったら軽く会釈してくれた。夢が10％叶う。
下北沢のクリスマス当日のライブでお客様がおじさん4人。「こんな所に来てる場合じゃないから」とツッコんでネタよりウケたのが、いまのしゃべりの原点かもと語っている。
原宿の歩行者天国でブレイク前のロンドンブーツがやってた同じ場所で路上ライブやっていたが、全く人が集まらず、毎週本当にココか？と思いながらやっていた。
地方営業で五代目三遊亭圓楽師匠の前座だった時のいっしょに写った宣伝ポスターをばあちゃんが見て、売れたと勘違いして近所の人に言いふらし恥ずかしい思いをする。
困った時のモノマネは、スーパーマリオの泳ぐ音
元カノの手編みのマフラーを洗濯したら縮んで、肩パットになった。
ライブの宣伝でアルバイト雑誌に写真も掲載され「岡本真夜に似てる？」とタイトルをつけられ困惑する。
元気が出るTVのおもしろ写真投稿コーナーで採用され、放送されたが若干スベっていた。
フリマちゃん鴻巣店(2005年閉店)の2階でお笑いライブ「フリマちゃんお笑いライブ」を開催
ファーストキスはギリ17歳
初めて買った写真集は、松坂季実子
トーク番組系YouTubeチャンネルMC　
近年は池袋FMのラジオパーソナリティとして活動していることが多く、ラジオの仕事を中心に活動しており、『2時をつかむ男』をいう番組を担当している。池袋FM内では多数の番組にゲスト出演の交渉を持ちかけて、出演していることが多い。
YouTubeかわのDAチャンネルで番組アーカイブなど毎日投稿している
2024年10月　チャンネル登録者数5000人突破
なお、FM BIRDのラジオパーソナリティオーディションに参加したこともあるが、準決勝で敗退。
DJ Nobby’s Tokyo LIVE!!番組アシスタントオーディション vol 2　ファイナリスト
ラジオ川越ワンコラカラオケうた自慢でモノマネメドレーを披露して55点を取る
レギュラー番組　2022年10月5日毎週水曜日21時～　FMふっかちゃん　かわのDAのふっかいい話
2023年7月7日FMふっかちゃん　モンローayaの七夕ダバダバハプニング　突撃リポート内でアイスクリームの試食でラジオ番組なのに食べさせてあげると見せかけてほっぺに付けるボケで盛り上げた。
2023年9月店舗移転に伴い店名を「フリマちゃんかわのDAチャンネルショップ桶川店」に改名
2023年10月メルカリで「フリマちゃんかわのDAチャンネル」オープン
2023年10月21日池袋FMラジオカゲゴノミ放送内でかわのDAの弱点を検証
①サプライズが苦手
②褒められると別の路線に逃げる
③怒られると大人しくなる
2023年11月4日池袋FM番組公開収録&リスナー交流会「２時つかフェス」主催
・２時つかフェス宣伝で池袋FMの4番組出演
2023年11月12日FMふっかちゃん　深谷市産業祭に行ってみん祭　中継リポート
2023年12月9日ラジオ番組イベント　カゲゴノミ大忘年会2023出演（池袋FMオールスターズ）
2024年1月19日FMふっかちゃん　ファンキー山うっちーのふかや大好き
第1回FMふっかちゃん新語・流行語大賞2023　
「どーもどーも東京ドーモ」14位入選
2024年3月23日　収録放送イベント　空里祐美のハッピースカイ　大喜利クイズ「お題でビックリ回答」司会
2024年4月13日　浜焼太郎経堂店TingTingしナイトvol.2　　エピソードトークとあるTV番組で全カットされたロングス時代の下ネタショートコントを披露
思ったより投げ銭多くてビックリする
2024年5月10日　note.無名人インタビュー　記事掲載
2024年5月17日　note　FMふっかちゃんかわのDAのふっかいい話　書き起こし版スタート
2024年5月30日　池袋FM「え〜すぷろじぇくとの好きなことだけよろしいか？」5週連続ゲスト出演
2024年6月8日　podcast　aozora.fm　87. かわのDAさんとアニメやラジオの楽しい話!　ゲスト出演
2024年7月13日　カゲゴノミフェス2024 ゲスト出演
2024年7月18日　池袋FM　空里祐美のポジティブロード　ゲスト出演
2024年9月22日　note ちべすなのラジオ#43　#43.5　#43.75　ゲスト出演
2024年9月24日　FM川口　第5回ママ夢ラジオ埼玉　ゲスト出演
2024年11月15日　ほんじょうFM　ひかりin埼玉中古おもちゃラジオ　ゲスト出演
2024年12月16日　エフエムひめ　りーたんのHappylucky福笑い　ゲスト出演
2024年12月29日 ラジオ鷲宮　犬ちゃんの旅日記　あいラジ軍団VS池袋FMかわのDA軍団　ゲスト出演　
2025年2月1日 YouTubeラジオ番組　Saturday talk　Splash-サタスプ- ゲスト出演
2025年3月1日　池袋FM　競馬の魅力発信！　ゲスト出演
2025年3月2日・16日・30日　池袋FM ホッとな心のStation ゲスト出演
2025年3月3日　エフエムひめ　りーたんのHappylucky福笑い　ゲスト出演
2025年3月16日　OK桶川ラジオスタート
2025年６月29日　はむきち企画夜のセッション復活祭　MC出演
2025年7月　埼玉県桶川市桶川市民ホールアーティストアーカイブ掲載
2025年7月25日　いけピースタ　平和通りで、空里祐美と話そう♪　ゲスト出演
【テレビ】NTV　どんまい　（チチダス美々天気予報）
TVS　デンジャラスナイト
【映画】放課後の転校生　近所のおじさん役
【YouTubeドラマ】ににふに　よすが　秋場浩一役（2025年）
【雑誌】オリコン　Wanted222
【本】安達充 氏名から使命がわかる本　FMふっかちゃんふっかいい話番組紹介
【CM】明星たべてみんしゃい
【声優】チームこらいふの漫画　くまどん役(2022年)、ロバーロ役（2023年2月）、ざぶ一郎（2023年7月）
【WebCM】　Happy Birthday366
【配信】　深谷ねぎまつり　2023
【SNS広告動画モデル】　AGA案件 債務整理案件　歯磨き粉　
【イベント】　2024年4月13日　浜焼太郎経堂店TingTingしナイトvol.2
2025年６月29日　はむきち企画夜のセッション復活祭　MC出演
ラジオパーソナリティとしての活動は池袋FM、FMふっかちゃんを主軸に出演しているが、それ以外での出演放送局は下記の通りである。
- USENチャンネル
- かつしかFM
- 東京ネットラジオ
- FMひめ
- まえばしCITYエフエム
- ほんじょうFM
- FMふっかちゃん
- ラジオ放送局ゆめのたね
- ラジオ川越
- たんなんFM
- 敦賀FM
- ナナコライブリーFM
- TOKYO854くるめラ
- いけピースタ

「YouTube」 かわのDAチャンネル　コラボやゲスト出演
fight部　実録ジャーナル　ひかりin埼玉　チャンネルさんりんしゃ　ガールズドリフ　あはちゃキッチン　アオヒロTV りょうちゃんねる　さきむらの電気ハイボール ぽねぽねチャンネル きずみのアトリエch　ノスタルジックオモチャンネル 魔女アマント　Gさん　Mio'sRoomChannel　猿ちゃんチャンネル　クータスの娯楽場　きまぐれアート　武術家慈猿　りおたろう　toluorelu.スガノ　走り屋Ryoga　メイド喫茶ライム　群馬イルカ　ちべすな　ママ夢ラジオ埼玉　ほか
TikToker　ネギ星人（ヤキニクBOYZ）
「Podcast」コラボや出演
むしゃむしゃラジオ　cafehikki　哀川さとし　 ずんだストリーム　ほか